# Michael Fant (präst)
Michael Fant, född 16 augusti 1718 i Alfta socken, Gävleborgs län, död 7 november 1754 i Eskilstuna stad, var en svensk präst.

## Biografi
Michael Fant var son till kyrkoherden i Alfta Michael Fant den äldre och Maria Wargentin. Fant inskrevs som student vid Uppsala universitet 1732 och blev filosofie magister 1743, prästvigdes 1746 samt anställdes samma år som huspredikant hos dåvarande överståthållaren i Stockholm, friherre Rutger Fuchs. År 1747 blev Fant extra ordinarie hovpredikant och 1752 kyrkoherde i Eskilstuna med flera församlingars pastorat i Strängnäs stift.
Han skildras som en allvarsam och ärlig predikant. Åtskilliga av hans predikningar finns publicerade. Efter hans död utkom Christeliga betraktelser öfver samteliga sön- och högtidsdagars evangelier (1760–1762, utgiven av Johan Michael Fant, författarens halvbror).
Fant var gift med Christina Ström, som var ättling till Katarina Bure, och med henne far till Eric Michael Fant.